# Jevhen Malysjev
Jevhen Valentynovytj Malysjev (ukrainska: Євген Валентинович Малишев), född 10 mars 2002 i Charkiv, Ukraina, död 1 mars 2022 i närheten av Charkiv, var en ukrainsk skidskytt i Ukrainas juniorlandslag. År 2021 tog han värvning i Ukrainas armé.
Malysjev stupade i strid mot ryska trupper i närheten av Charkiv i mars 2022.